# Gilman, Quận Pierce, Wisconsin
Gilman là một thị trấn thuộc quận Pierce, tiểu bang Wisconsin, Hoa Kỳ. Năm 2010, dân số của thị trấn này là 938 người.